# هنري بوسكو
فرناند ماريوس بوسكو (بالفرنسية: Henri Bosco)‏ ويدعى هنري بوسكو (أفينيون 16 نوفمبر 1888- نيس 4 مايو 1976 ). وهو روائي فرنسي.

## روابط خارجية
- هنري بوسكو على موقع IMDb (الإنجليزية)
- هنري بوسكو على موقع الموسوعة البريطانية (الإنجليزية)
- هنري بوسكو على موقع ديسكوغز (الإنجليزية)